# Marielle Amant
Marielle Amant (9 de dezembro de 1989) é uma basquetebolista profissional francesa.

## Carreira
Marielle Amant integrou a Seleção Francesa de Basquetebol Feminino, na Rio 2016, ficando na quarta coloação.